# Cleopatra (película de 1934)
Cleopatra es una película épica de 1934 dirigida por Cecil B. DeMille y distribuida por Paramount Pictures, que cuenta la historia de Cleopatra VII de Egipto. El film fue escrito por Waldemar Young, Vincent Lawrence y Bartlett Cormack, y producida y dirigida por Cecil B. DeMille.
Claudette Colbert encarna a Cleopatra, Warren William es Julio César, Henry Wilcoxon es Marco Antonio, Joseph Schildkraut es el rey Herodes el Grande, y Ian Keith es Octavio. 
En 1934, el Código Hays acababa de ponerse en marcha así que DeMille tuvo que utilizar más el ingenio que en anteriores producciones. Nada más comenzar, podemos ver a una mujer desnuda estratégicamente escondida detrás de un quemador de incienso. 
La película también es memorable por su escenografía (recreadas por Hans Dreier), por su vestuario (Travis Banton), y la música atmosférica de Rudolph Kopp.
La película ganó el Óscar a la mejor fotografía (Victor Milner), y fue nominado a la mejor película, al mejor asistente de dirección (Cullen Tate), mejor montaje (Anne Bauchens), y mejor sonido (Franklin Hansen).

## Reparto
- Claudette Colbert como Cleopatra.
- Warren William como Julio César.
- Henry Wilcoxon como Marco Antonio.
- Joseph Schildkraut como el rey Herodes.
- Ian Keith como Octavio.
- Gertrude Michael como Calpurnia.
- C. Aubrey Smith como Enobarbo.
- Irving Pichel como Apolodoro.
- Arthur Hohl como Bruto.
- Edwin Maxwell como Casca.
- Ian Maclaren como Casio.
- Eleanor Phelps como Charmion.
- Leonard Mudie como Potino.
- Grace Durkin como Iras.
- Ferdinand Gottschalk como Glabrio.